# Ольшанское кладбище
Ольша́нское кла́дбище (чеш. Olšanské hřbitovy) — крупнейшее кладбище в Праге. 
Имеет площадь более 50 га, количество захоронений оценивается в 2 миллиона. Здесь покоятся останки выдающихся личностей чешской истории, солдат, погибших в битве под Лейпцигом в 1813 году и в ходе Первой и Второй мировых войн, в том числе солдат Красной армии, погибших в ходе Пражской операции 1945 года. Кладбище находится в районе Жижков (Прага 3), станция метро «Желивскего» (трасса А). Разделённое улицей Яна Желивского на две части, оно включает в себя в общей сложности 12 кладбищ, в том числе: православное; мусульманское (очень небольшое), еврейское (самое большое в Чешской Республике); воинские захоронения.

## Общая часть кладбища
На кладбище захоронены многие известные деятели Чехословакии, в том числе:
- Ян Сыровый (1888—1970), генерал и премьер-министр Чехословакии во время подписания Мюнхенского договора в 1938 году, а также исполняющий обязанности президента после отставки Бенеша ;
- Радола Гайда (1892—1948), военный офицер (а впоследствии генерал) чехословацких легионов в Первой мировой войне и Гражданской войне в России; позднее один из основателей (но все же антигерманского) «Фашистского национального сообщества» и член Чехословацкого парламента;
- Августин Сметана (1814—1851), австрийский чешский философ, декан философского факультета Пражского университета. В 1900 году его прах был перенесён из Карлина на Ольшаны;
- Клемент Готвальд (1896—1953), президент ЧССР (1948—1953); его тело первоначально было выставлено в мавзолее на месте памятника Яну Жижке. В 1962 году тело было кремировано, пепел возвращен в саркофаг в Национальный памятник. В 1990 году прах Готвальда был перенесён на Ольшанское кладбище вместе с прахом около 20 других коммунистических лидеров, которые также первоначально были помещены в Национальный памятник[1].

### Еврейская часть кладбища
В этой части кладбища находится синагога.
Здесь похоронены
- Франц Кафка (чеш. Franz Kafka, 1883—1924) — писатель.

### Православная часть кладбища
См. также: Похороненные на Ольшанском кладбище
Православный участок кладбища был выделен городскими властями Праги в 1905 году.
Здесь по православному обряду похоронены многие видные деятели русской эмиграции первой волны (Аркадий Аверченко, Василий Немирович-Данченко и др.)

## История
Название по ныне несуществующей деревне Ольшаны в Жижкове. Старейшее 1-е кладбище было основано на площади 1131 квадратный ярд после эпидемии чумы в 1679 году, оно было освящено 29 января 1680 года приходским священником церкви Св. Мартина Яном Вацлавом Оломоуцким. Впоследствии, в 1682 году, на кладбище была построена церковь Святого Роха.
В 1787 году, когда город снова поразила чума, император Иосиф II запретил захоронения в пределах Праги, а Ольшанское кладбище было объявлено центральным. 

## В нумизматике
1 августа 2016 года Центральным банком России была выпущена пятирублёвая монета из серии «Города — столицы государств, освобождённые советскими войсками от немецко-фашистских захватчиков», посвящённая Праге, на реверсе которой изображён Памятник советским воинам на Ольшанском кладбище. Количество экземпляров — два миллиона.

## Галерея
- Могила писателя Ф. Кафки
- Могила А. Аверченко
- Захоронения воинов Красной Армии
- Братская могила солдат РОА